# New York, 1955
New York, 1955 est le troisième tome de la série de bande dessinée Escales, paru en 2008 aux éditions Paquet. Il est écrit par Jean-François Kierzkowski et dessiné par Mathieu Ephrem.